# John Russell Reynolds

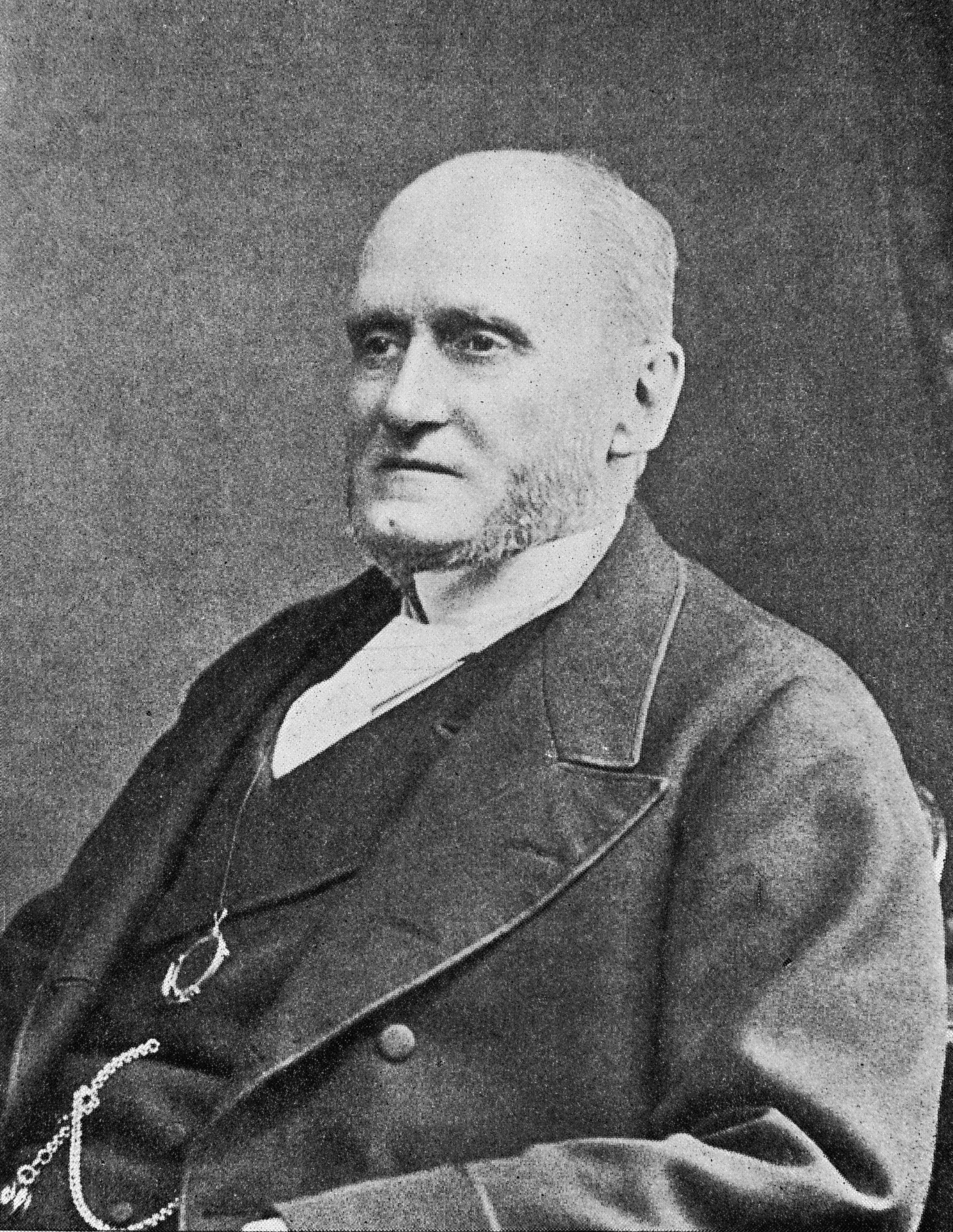
John Russell Reynolds

Sir John Russell Reynolds, 1. Baronet (* 22. Mai 1828 in Romsey, Hampshire; † 29. Mai 1896) war ein britischer Neurologe.
Sein Großvater Henry Revell Reynolds war Arzt des Königs Georg III. Sein Vater John Renolds war freier Prediger.
Er wurde von seinem Vater zu Hause unterrichtet und studierte am University College in London. Im Jahr 1851 graduierte er dort mit einer Goldmedaille in Physiologie, vergleichender Anatomie und Medizin. Er praktizierte zunächst in Leeds, doch einer seiner Lehrer Marshall Hall überzeugte ihn nach London zurückzukehren. Reynolds wohnte auch zunächst bei Hall in der Grosvenor Street. 1855 wurde er Assistenzarzt im Kinderkrankenhaus, 1857 im Westminster Hospital später im University College Hospital. Er wurde 1862 Holme Professor für Klinische Medizin und im Jahr 1867 Nachfolger von Jenner als Professor für Medizin. Schon 1868 wurde er Dekan. Im Jahr 1864 wurde er zum Mitglied der Leopoldina gewählt.
Er war einer der ersten, die sich ausführlich mit dem Verhalten von Epilepsiepatienten befasste. Er zweifelte an der vorherrschenden These, dass ernsthafte Geisteserkrankungen und Epilepsie fast immer mit einhergehen würden. Er studierte die kognitiven und affektiven Funktionen bei 62 Patienten mit (idiopathischer) Epilepsie und fand dabei heraus, dass 39 % der Patienten absolut „normal“ waren, 32 % leichte Beeinträchtigungen im Kurzzeitgedächtnis und 29 % schwerwiegendere psychopathologische Befunde aufwiesen.
Er war 13 Jahre auch Leibarzt von Königin Viktoria. In Anerkennung seiner Leistungen wurde ihm am 28. Februar 1895 der erbliche Adelstitel Baronet, of Grosvenor Street, in the Parish of Saint George, Hanover-Square, in the County of London, verliehen. Da er kinderlos blieb, erlosch der Titel bei seinem Tod, 1896.

## Werke
Neben zahlreichen Veröffentlichungen schrieb er an von 1868 bis 1879 dem Fünfbändigen Werk A system of medicine.

## Familie
Er war zweimal verheiratet, hatte aber keine Kinder.
1881 heiratete er Frances Plunkett (1835–1908), Tochter von William Plunkett und Witwe von Charles John Champion-Crespigny (1814–1880).